# Leonid Popov
Leonid Ivanovič Popov (in russo Леонид Иванович Попов?; Oleksandrija, 31 agosto 1945) è un cosmonauta sovietico.

## Biografia

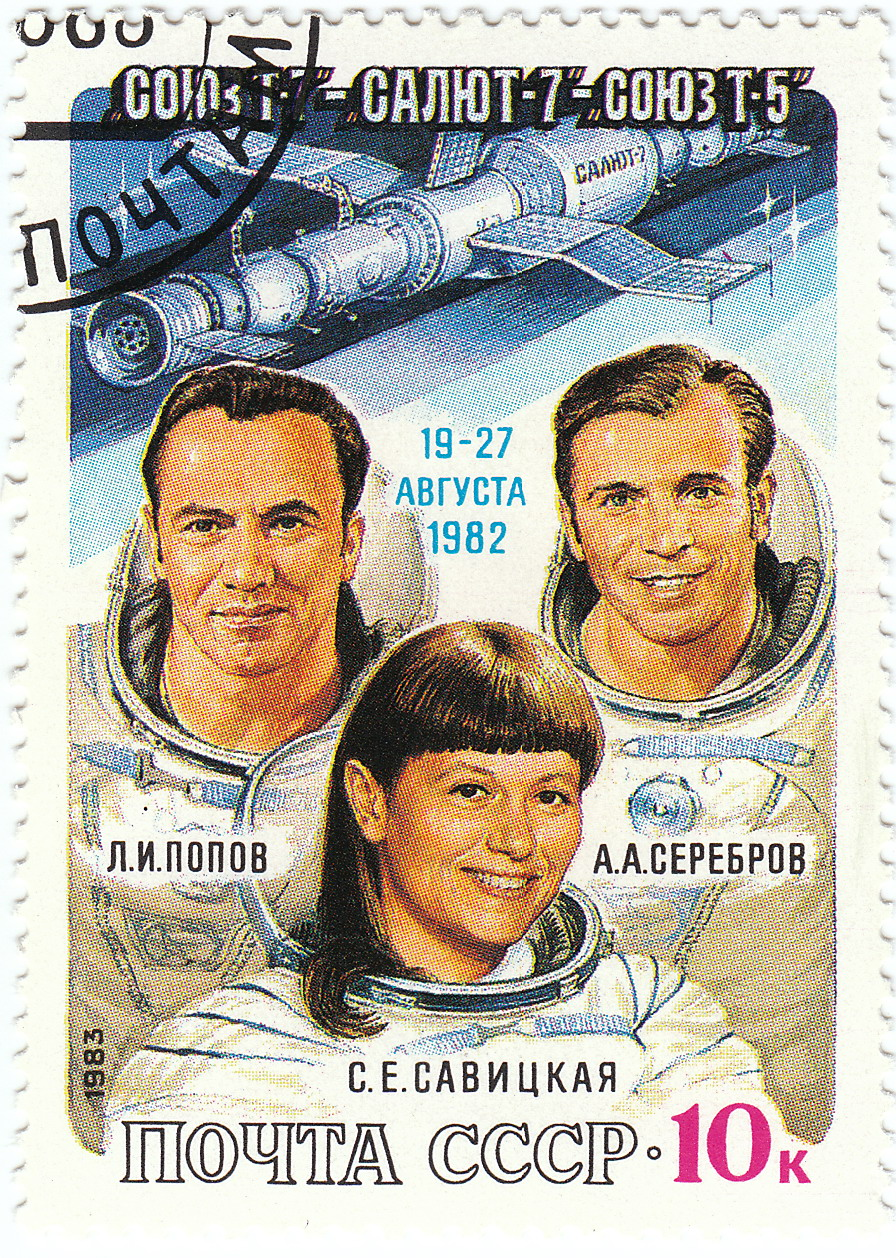
Leonid Popov, Aleksandr Serebrov e Svetlana Savitskaya

Popov nacque a Oleksandriia, nell'Oblast di Kirovohrad, nell'Ucraina Sovietica. 
Iniziò la propria carriera come elettricista e montatore, lavorando su impianti elettromeccanici. Entrò a far parte della scuola superiore di aviazione militare di Chernigov, laureandosi nel 1968 e prestando servizio come pilota di caccia per le forze aree dell'Unione Sovietica. Nel settembre del 1976 fece parte dell'equipaggio di riserva della Soyuz 22, mentre nel febbraio 1979 della Soyuz 32.
Venne selezionato come cosmonauta il 27 aprile del 1970 e volò come comandante delle Soyuz 35, Soyuz 40 e Syuz T-7 per un totale di 200 giorni, 14 ore e 45 minuti trascorsi nello spazio prima del ritiro, avvenuto il 13 giugno del 1987. Sposato, ha due figli.
È stato presidente del consiglio di amministrazione della società "Russia - Romania" e deputato dell'undicesima convocazione del Soviet Supremo dell'URSS.